# Cedusa delongi
Cedusa delongi är en insektsart som beskrevs av Caldwell 1944. Cedusa delongi ingår i släktet Cedusa och familjen Derbidae. Inga underarter finns listade i Catalogue of Life.